# Pallegney
Pallegney ist eine französische Gemeinde mit 172 Einwohnern (1. Januar 2022) im Département Vosges in der Region Grand Est (bis 2015 Lothringen). Sie gehört zum Arrondissement Épinal, zum Kanton Bruyères und seit 2012 zum Kommunalverband Agglomération d’Épinal.

## Geografie
Die Gemeinde Pallegney liegt am Durbion, einem rechten Nebenfluss der oberen Mosel, etwa zehn Kilometer nördlich von Épinal.
Nachbargemeinden von Pallegney sind Zincourt im Norden, Domèvre-sur-Durbion im Osten, Thaon-les-Vosges im Süden sowie Vaxoncourt im Westen.

## Bevölkerungsentwicklung
| Jahr      | 1962 | 1968 | 1975 | 1982 | 1990 | 1999 | 2007 | 2019 |
| Einwohner | 130  | 132  | 105  | 158  | 171  | 164  | 162  | 164  |

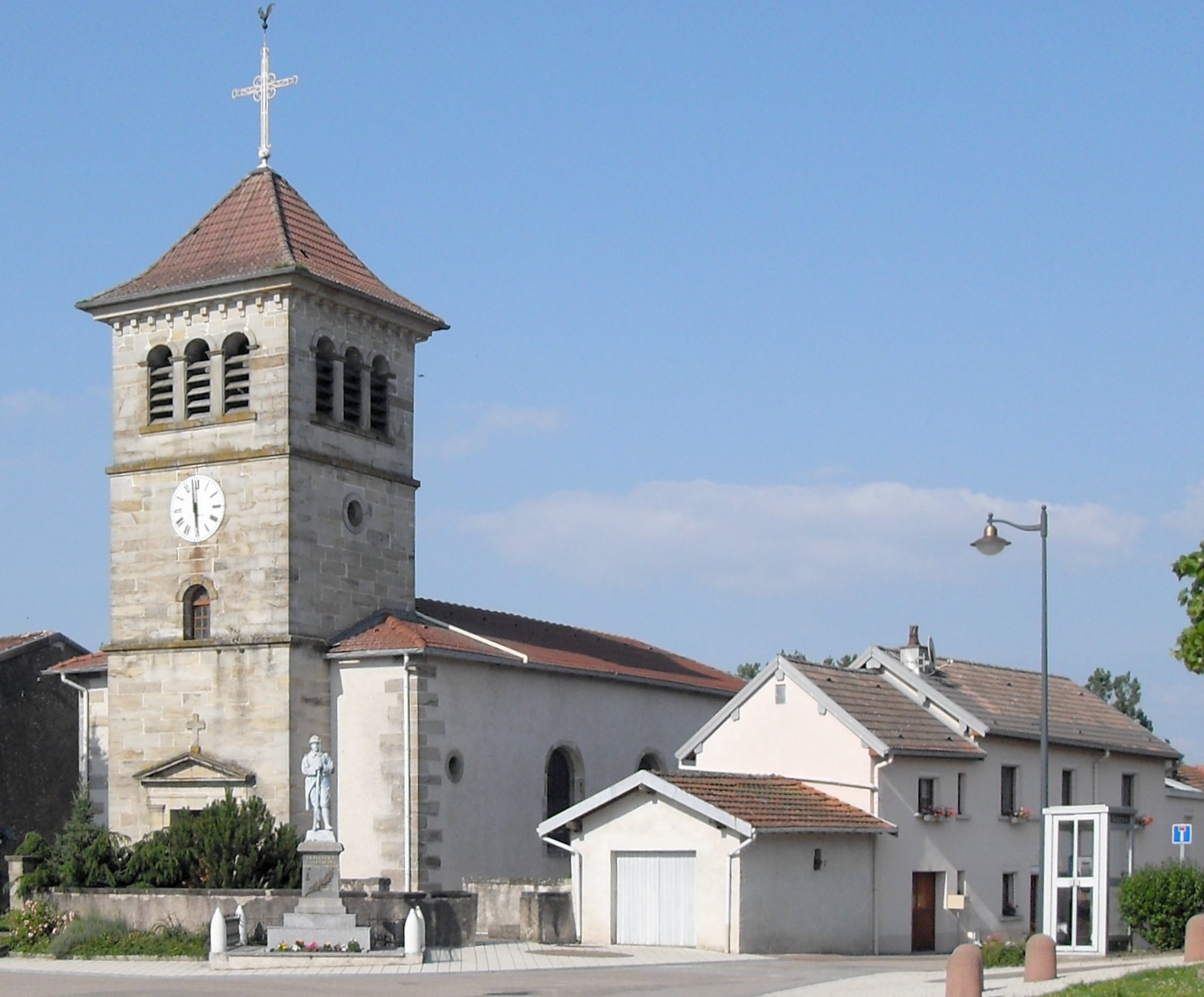
Kirche St. Lukas
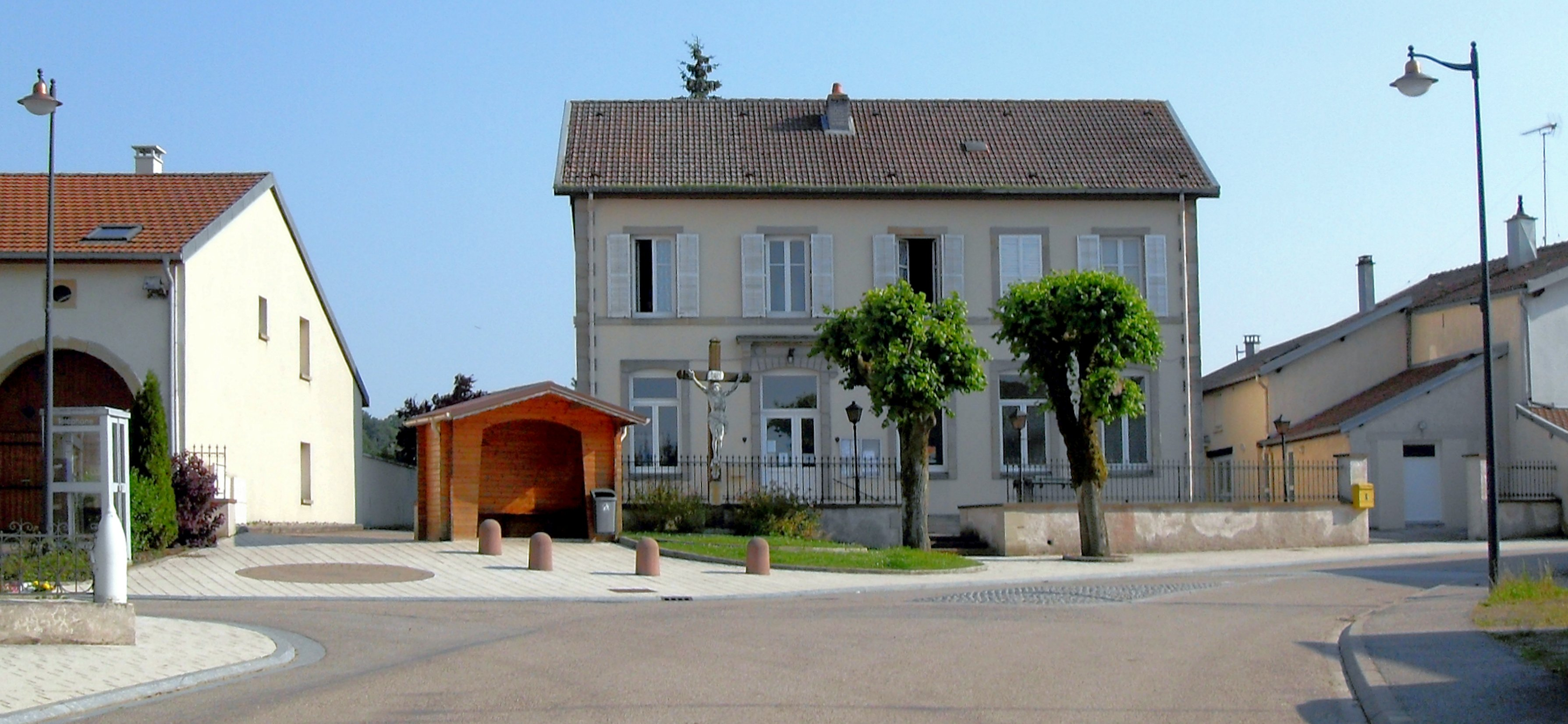
Mairie Pallegney